# チャンダルル家
チャンダルル家（Çandarlı ailesi）は、オスマン帝国の歴代皇帝に仕えた重臣の家柄。帝国の勃興・拡大期に、官僚の最高位だった大宰相を5人も輩出したことで知られる。

## 概説
オスマン帝国の第2代スルタン・オルハンの頃から仕えるチャンダルル・カラ・ハリル・ハイレッディン・パシャ（生没年不詳）は、家臣団の中でも新参者であったが、征服地における統治で優れた行政手腕を見せたため、第3代スルタン・ムラト1世のときにはオスマン帝国で初の大宰相に任じられた。征服地のキリスト教徒からなる常設の歩兵団・イエニチェリを設立して帝国の軍事制度の基礎を固めるなど、帝国のその後における発展に大いに貢献した名臣である。一方で、同家の発言権は帝国内部で拡張されていた。
ハイレッディンの息子、チャンダルル・アリ・パシャもバヤズィト1世の治世下で大宰相となった。
ハイレッディンの孫、チャンダルル・ハリル・パシャもムラト2世の治世下で大宰相となった。ハリルは、ムラト2世の子で次のメフメト2世の治世でも大宰相に留まったが、父王とは異なりメフメト2世とハリルの間には確執・対立があったとされ、1453年のコンスタンティノープルの陥落を機に、ハリルがコンスタンティノープル制圧に反対したという名目で、ハリル以下チャンダルル一族が大勢処刑・殺害された。この出来事をもって、オスマン帝国における専制君主制の基盤が確立されたと見る説もある。
ハリルの子、チャンダルル・イブラヒム・パシャは粛清を生き延び、1498年にバヤズィト2世の治世下で大宰相となっているが、イブラヒムを最後にチャンダルル家から大宰相は輩出されていない。